# Володимир Миколайович Заблоцький
Володимир Миколайович Заблоцький (17 грудня 1939 — 6 серпня 2020, Мінськ) — білоруський політик, опозиційний депутат Верховної Ради Білорусі 12-го скликання. Кандидат технічних наук.

## Життєпис
Володимир Миколайович Заблоцький народився 17 грудня 1939 року.
Закінчив Московський енергетичний інститут. До 1990 року працював завідувачем відділу НДІ електронних обчислювальних машин (м. Мінськ).
З 1990 року депутат Верховної Ради Білорусі. Заступник голови комісії з питань науки та науково-технічного прогресу, член комісії ВР з питань економічної реформи, досягнення економічної незалежності та суверенітету. Належав до опозиції Білоруського народного фронту. Йому належала одна з ключових ролей у створенні економічних концепцій і законопроєктів, які Опозиція БНФ виносила на розгляд сесій Верховної Ради. Попри прокомуністичні настрої більшості депутатів, багато ідей БНФ були сприйняті. 
У квітні 1995 року В. Заблоцький брав участь у голодуванні депутатів Опозиції БНФ проти ініційованого новообраним Президентом Білорусі О. Лукашенком референдуму про зміну державної символіки, позбавлення білоруської мови статусу єдиної державної, право президента на розпуск Верховної Ради та економічна інтеграція з Росією. Переслідувався режимом Лукашенка.
Володимир Заблоцький зазначав, що найважливіше, що було зроблено на початку 1990-х років, – це досягнення Білорусією незалежності та створення держави. Нагороджений Медаллю до 100-річчя БНР.
Помер 6 серпня 2020 року в Мінську.